# Un Natale inaspettato
Un Natale inaspettato (Jingle Around the Clock) è un film per la televisione del 2018 diretto da Paul Ziller.

## Distribuzione
Il film è stato distribuito nelle sale cinematografiche nel 2018.